# Tín phi
Tín phi Lưu Giai thị (chữ Hán: 信妃刘佳氏, ? - 26 tháng 11 năm 1822), là một phi tần của Thanh Nhân Tông Gia Khánh Hoàng đế trong lịch sử Trung Quốc.

## Thân thế
Tín phi Lưu Giai thị không rõ năm sinh, xuất thân Hán Quân Tương Bạch kỳ, sau đổi thành Mông Cổ Chính Bạch kỳ.
Gia tộc của Lưu Giai thị vốn là những võ tướng nhà Minh, tập tước trong một quân đội tên là Sơn Hải quan, trong đó có ông tổ Lưu Lân Đồ (劉麟图) làm đến chức Phó tướng. Sau khi gia tộc Lưu Giai thị quy phục nhà Thanh, họ được sáp nhập vào Tương Bạch kỳ, vào Kỳ phân Tá lĩnh là Hán Quân, nhậm Phó tướng Nghĩa Châu. Sau Lưu Lân Đồ dần dần lấy quân công mà lập công, được thụ tước [Tam đẳng Nam; 三等男] cho phép truyền đời.
Sau đó hậu duệ của Lưu Lân Đồ đã viết thư cho nhà Thanh tâu rằng tổ tiên của họ thực ra vốn là người Mông Cổ, nhưng họ đã phiên họ của mình thành Lưu thị để làm quan chức cho nhà Minh, bản thân trong dòng họ cũng lấy tên Mông Cổ đặt mà không lấy tên Hán. Nhà Thanh phê chuẩn và họ được đổi thành Mông Cổ Chính Bạch kỳ. Tước vị của Lưu Luân Đồ truyền cho con thứ là Câu Tắc (钩塞), sau truyền cho con của Câu Tắc là Kim Lương (金梁). Nhưng vào thời điểm chuyển cho Kim Lương, tước vị bị giáng xuống làm [Tam đẳng Khinh xa Đô úy; 三等轻车都尉], tiếp tục truyền cho con là Bảo Trụ (保住), rồi Bảo Trụ lại đem truyền cho Đức Xương (德昌) - tổ phụ của bà.
Thân phụ của Lưu Giai thị là Bổn Chí (本志), con trai cả của Đức Xương, dưới nữa có 2 em trai là Bổn Trung (本忠) và Bổn Thứ (本恕). Khi trưởng thành, Bổn Chí tập tước Tam đẳng Khinh xa Đô úy, nhiều lần nhậm chức Tổng binh. Căn cứ chỉ dụ mà Gia Khánh Đế nói vào năm thứ 16 rằng: ["Bổn Chí đã tuổi cũng đã quá lục tuần"; 本智虽年逾六旬], cho thấy Bổn Chí sinh ra cũng khoảng năm thứ 16 triều Càn Long. Xét về mức tuổi này, Lưu Giai thị khả năng cao là con gái nhỏ, có thể là út trong nhà. Triều Gia Khánh, thân phụ Bổn Chí nhiều làm làm Thị lang của Lý Phiên viện, rồi Tướng quân Giang Ninh, đầu năm Đạo Quang thì lên Đô thống rồi mới qua đời. Trong nhà bà còn có một người anh trai tên Thừa Huệ (承惠), kế tước Tam đẳng Khinh xa Đô úy, làm quan đến chức Viên ngoại lang bộ Hình.

## Đại Thanh tần phi
Căn cứ kỳ tịch của Lưu Giai thị, bà là Kỳ phân Tá lĩnh, do vậy phải qua Bát Kỳ tuyển tú nhập cung. Nhưng trước mắt tư liệu khiếm khuyết, cũng như tuổi của Lưu Giai thị không rõ, cũng không biết được bà nhập cung khi nào. Có thông tin trên mạng nói bà nhập cung vào năm Gia Khánh thứ 3 (1798), chưa rõ ràng kiểm chứng ra sao. Căn cứ vào việc phong Tần của Lưu Giai thị là năm Gia Khánh thứ 13, mà trong hồ sơ triều Gia Khánh có thông tin vào năm thứ 11 (1806) và thứ 12 (1807) đều có tổ chức Bát Kỳ tuyển tú liên tiếp, do đó bước đầu các chuyên gia Thanh cung đều cho rằng Lưu Giai thị nhập cung là ở 1 trong 2 mốc thời gian này. Vị phân của Lưu Giai thị là Quý nhân, xưng hiệu là Tín (信).
Năm Gia Khánh thứ 13 (1808), ngày 21 tháng 4, nhân Gia Khánh Đế hoan hỉ vì Hoàng trưởng tôn Dịch Vĩ của Miên Ninh do Cách cách Na Lạp thị sinh ra, nên đại phong hậu cung. Quý nhân Lưu Giai thị chiếu tấn Tín tần (信嬪). Căn cứ Hồng xưng thông dụng của Nội vụ phủ soạn thảo, chữ "Tín" theo Mãn ngữ là 「akdacuka」, có nghĩa là "được tín nhiệm", "đáng tin cậy". Hoàng đế mệnh Lễ bộ Thượng thư Cung A Lạp (恭阿拉), phụ thân của Hiếu Hòa Duệ Hoàng hậu làm Chính sứ, Nội các Học sĩ Bác Khánh Ngạch (博庆额) làm Phó sứ, hành sắc phong cho Tín tần.
Sách văn rằng:
| “                               | 朕惟教崇妇学。推恩赞褕翟之华。瑞启孙谋。锡命笃云礽之祜。椒涂普庆。鞠采增荣。咨尔贵人刘佳氏、柔则夙持。令仪早著。分丝献茧。襄蚕事于中宫。顾史陈图。识鸡鸣之大体。是用晋封尔为信嫔。锡之册命。尔其思名义而彰顺德。凛羲经履信之文。展功绪以答徽章。佐周雅嗣音之化。钦哉。 . Trẫm duy giáo sùng phụ học. Suy ân tán du trạch chi hoa. Thụy khải tôn mưu. Tích mệnh đốc vân nhưng chi hỗ. Tiêu đồ phổ khánh. Cúc thái tăng vinh. Tư nhĩ Quý nhân Lưu Giai thị, nhu tắc túc trì. Lệnh nghi tảo trứ. Phận ty hiến kiển. Tương tàm sự vụ trung cung. Cố sử trần đồ. Chí kế minh chi thái bổn. Thị dụng tấn phong nhĩ vi Tín tần. Tích chi sách mệnh. Nhĩ cơ tư danh nghĩa năng chương thuận đức. Lẫm hy kinh lý tín chi văn. Triển công tự dĩ đáp huy chương. Tá châu nhã tự âm chi hoa. Khâm tai. | ” |
| — Sách văn Tín tần Lưu Giai thị | |   |

Về vấn đề Lưu Giai thị thăng Tần, đã khiến các chuyên gia Thanh cung hoài nghi. Vì trong chỉ dụ đại phong, ngoài Lưu Giai thị, lên tước còn có Hàm phi Lưu thị và Cát tần Vương thị, đều có tiếng ân sủng, hơn nữa đều là hậu phi nhập hầu Tiềm để. Trong khi ấy, những vị khác sau khi Gia Khánh Đế lên ngôi vẫn không có tấn phong, kể cả Như tần Nữu Hỗ Lộc thị, nhưng duy nhất Tín tần cùng Hàm phi và Cát tần thụ phong. Có lý giải, như sau:
- Lưu Giai thị cũng là từ Tiềm để: trong sách văn hậu phi triều Gia Khánh, từ Tiềm để hay sau khi lên ngôi tấn phong, đều không xuất hiện hai chữ đặc thù là ["Tiềm để"] hoặc ["Thanh cung"], do đó xét sách văn rất khó xác định. Mà cho dù là Tiềm để thật, thì Lưu Giai thị mang Kỳ phân Tá lĩnh, hẳn là phải thông qua Bát Kỳ tuyển tú mà trực tiếp làm Trắc Phúc tấn, không thể là Cách cách. Trong khi ấy, hai vị Trắc Phúc tấn từ Tiềm để của Gia Khánh Đế đều xác định rất rõ, là Hiếu Hòa Duệ Hoàng hậu cùng Thứ phi Hoàn Nhan thị.
- Lưu Giai thị thụ sủng: đây là lời giải thích khả dĩ nhất dành cho trường hợp của bà, cuối cùng có thể cùng Hàm phi và Cát tần đồng tấn phong.

Năm Gia Khánh thứ 25 (1820), tháng 7, Gia Khánh Đế băng hà. Tháng 12, Đạo Quang Đế vừa mới đăng cơ, quyết định tôn phong cho các phi tần tiền triều, trong đó Tín tần Lưu Giai thị được thăng làm phi, xưng gọi Hoàng khảo Tín phi (皇考信妃). Ngày 20 tháng 12 (âm lịch) cùng năm, lấy Lễ bộ Hữu Thị lang Ngô Huyên (吴烜), Nội các Học sĩ Lý Tôn Phương (李宗昉) cùng bê sách ấn, thừa mệnh tấn tôn cho Tín phi. Năm ấy bà 38 tuổi.
Sách văn rằng:
| “                                         | 徽传鸾掖。瑶章标彤管之规。礼重鸿称。宝篆焕丹纶之彩。龙章饰典。象服增荣。皇考信嫔刘佳氏。温惠内昭。柔嘉外著。陈图顾史。清芬早播于宫闱。式礼娴诗。令范悉符于绳矩。载稽懿美。宜示褒崇。谨以册印尊为皇考信妃。于戏。仪备升荣。式迓椒庭之蕃祉。德臻履顺。长垂兰戺之芳型。谨言。 . Huy truyền loan dịch. Dao chương phiêu đồng quản chi quy. Lễ trọng hồng xưng. Bảo 篆 hoán đan luân chi thái. Long chương sức điển. Tương phục tăng vinh. Hoàng khảo Tín tần Lưu Giai thị. Ôn huệ nội chiêu. Nhu gia ngoại trứ. Trần đồ cố sử. Thanh phân tảo bá vu cung vi. Thức lễ nhàn thi. Lệnh phạm tất phù vu 绳 củ. Tái kê ý mĩ. Nghi kỳ bao sùng. Cẩn dĩ sách ấn tôn phong vi Hoàng khảo Tín Quý Thái phi. Vu hí! Nghi bị thăng vinh. Thức nhạ tiêu thính chi phiên chỉ. Đức chân lý thuận. Trướng thùy lan sĩ chi phương hình. Cẩn ngôn. | ” |
| — Sách văn tôn phong Tín phi Lưu Giai thị | |   |

Năm Đạo Quang thứ 2 (1822), ngày 26 tháng 11 (âm lịch), Tín phi Lưu Giai thị hoăng thệ, không rõ bao nhiêu tuổi. Năm thứ 3 (1823), ngày 19 tháng 2 (âm lịch), kim quan của Tín phi đến Thanh Tây lăng, để rồi ngày 26 tháng 2 (âm lịch) chính thức tiến hành lễ nhập táng tại Phi viên tẩm của Xương lăng.